# Nuh (Indien)
Nuh ist eine Kleinstadt (Municipal Committee) im indischen Bundesstaat Haryana. Zuletzt wurde die Stadtfläche im Jahr 2014 vergrößert.
Nuh liegt 60 km südsüdwestlich der Bundeshauptstadt Neu-Delhi auf einer Höhe von 195 m. Die Stadt ist Verwaltungssitz des gleichnamigen Distrikts Nuh.
Nuh hatte beim Zensus 2011 16.260 Einwohner. 49 % der Bevölkerung sind Hindus, 50 % Muslime.
Die nationale Fernstraße NH 248A führt durch die Stadt Nuh und verbindet diese mit dem 17 km nördlich gelegenen Sohna.